# أندريه موريل
أندريه موريل (بالفرنسية: André Morel)‏ هو سائق سيارة سباق وطيار فرنسي، ولد في 24 فبراير 1884 في Buchères ‏ في فرنسا، وتوفي في 17 يوليو 1961 في ليون في فرنسا.

## وصلات خارجية
- أندريه موريل على موقع DriverDB.com (الإنجليزية)